# Župa dubrovačka
Župa dubrovačka est une municipalité située dans le comitat de Dubrovnik-Neretva, en Croatie. Au recensement de 2001, la municipalité comptait 6 663 habitants, dont 93,22 % de Croates.
Srebreno est le siège de la municipalité.

## Localités
La municipalité de Župa dubrovačka compte 16 localités :
| - Brašina - Buići - Čelopeci - Čibača - Donji Brgat - Gornji Brgat - Grbavac - Kupari | - Makoše - Martinovići - Mlini - Petrača - Plat - Soline - Zavrelje - Srebreno |